# نمازخانه تخکونی
نمازخانه تخکونی (ارمنی: Թխկուտի մատուռ؛ انگلیسی: Tkhkuti) یک نمازخانه متعلق به کلیسای حواری ارمنی واقع در شهر بادا، شهرستان شمکر جمهوری آذربایجان می‌باشد. ساخت و ساز این ساختمان در سال میلادی؛ به پایان رسید. این بنا به سبک معماری ارمنی طراحی شده‌است.